# Lomastangara
Lomastangara (Sicalis raimondii) är en fågel i familjen tangaror inom ordningen tättingar.

## Utbredning och systematik
Fågeln förekommer i västra Anderna i Peru (Cajamarca till Arequipa och Moquegua). Den behandlas som monotypisk, det vill säga att den inte delas in i några underarter.

### Familjetillhörighet
Liksom andra finkliknande tangaror placerades denna art tidigare i familjen Emberizidae. Genetiska studier visar dock att den är en del av tangarorna.

## Status
Arten har ett stort utbredningsområde och beståndet anses vara stabilt. Internationella naturvårdsunionen IUCN listar den därför som livskraftig (LC).

## Namn
Lomas är gröna ökenoaser i Peru och Chile som får sitt vatten från kustnära dimma. Artens vetenskapliga artnamn raimondii hedrar Antonio Raimondi (1825–1890), italiensk naturforskare och upptäcktsresande boende i Peru 1850–1890.